# آندره اسل
آندره اسل (انگلیسی: André Essel; ۴ سپتامبر ۱۹۱۸ – ۳۱ مارس ۲۰۰۵) کارآفرین و کنشگر سیاسی اهل فرانسه بود، که در سال ۱۹۵۴ با مشارکت مکس تیرت، شرکت رسانه‌ای فناک را تأسیس نمود.